# 神経学
神経学（しんけいがく、英語: neurology）は、脳、脊髄、末梢神経、脊柱などを取り扱う内科学の一分野で、神経内科学とも呼称される。
内科学と精神医学の両面から発展し、同領域を外科学分野では脳神経外科学で取り扱い、小児の脳、神経、筋疾患のてんかんや発達障害は小児神経学で取り扱う。
標榜診療科の名称としては神経内科とされてきたが、2017年より日本神経学会が脳神経内科に変更する事を決めた。また、診療科目の通称名としては脳内科とも呼ばれることがある。

## 歴史
「神経学」は「Neurology（脳神経など臓器としての神経学）」の日本語訳である。1902年に「（旧）日本神経学会 (Japanese Society of Neurology)」が三浦謹之助と呉秀三により創設され、ドイツ医学の影響を受ける内科医や精神科医らが多く募り、1935年に「日本精神神経学会 (Japanese Society of Psychiatry and Neurology)」へ改称される。1960年に「（新）日本神経学会 (Japanese Society of Neurology)」が内科系医師を中心に設立されて分離独立するも、日本精神神経学会の名称に「『神経』及び『Neurology』」が残り、日本では「Neurology（神経学）」を冠する「精神神経科」 と「神経内科」の2つの診療科がある。現在は「精神科」と「神経内科」の取扱い領域は分かれており、「神経学」は主に「神経内科」で取り扱う。また、近年では脳神経外科と神経内科が共に「脳卒中センター」を設置している施設もある。
平成29年度に開催された第4回日本神経学会理事会で、日本神経学会として標榜診療科名を「神経内科」から「脳神経内科」に変更することを決めた。これは心療内科や精神科と区別する事や脳卒中や認知症等の脳神経を専門的に診療する科である事が社会一般的に周知されていない現状を踏まえて、診療内容が世間に広く知られている「脳神経外科」の内科側との位置づけを明確にしたものである。

## 症候
- 意識障害
  - 遷延性意識障害
- 高次脳機能障害
  - 認知症
  - 失語
  - 失認
  - 失行
- 睡眠障害
- 構音障害
- 頭蓋骨縫合早期癒合症
- 髄膜刺激症状
- 頭痛
- 三叉神経痛
- 脳神経症状
- 嗅覚障害
- 味覚障害
- 神経眼科学
- めまい（眩暈）
- 聴覚障害
- 麻痺（運動麻痺と感覚麻痺）
- ミオパチー (myopathy、筋肉の疾患の総称)
  - 筋萎縮
- 深部腱反射異常
- 運動失調
- 不随意運動
- 歩行障害
- 自律神経系異常
- 脊髄障害
- 排尿障害
- ニューロパチー (neuropathy、末梢神経障害)

特定系統の症候学
- 錐体路障害
- 錐体外路障害

切迫する病態に関しての用語
- 脳浮腫
- 頭蓋内圧亢進
- 脳ヘルニア
- 脳死

## 脳血管障害
- 一過性脳虚血発作 (TIA)
- 脳卒中
  - 脳梗塞
  - 脳出血
  - クモ膜下出血
- 脳動静脈奇形
- 脳動脈瘤
- もやもや病

## 認知症性疾患
- アルツハイマー病
- レビー小体型認知症
- 脳血管性認知症
- 前頭側頭型認知症（ピック球をもつものは ピック病、他にTDP-43がたまるものなど）

## 変性疾患
神経変性疾患とも
- 脊髄小脳変性症
- ハンチントン病
- パーキンソン病
- 大脳皮質基底核変性症
- 進行性核上性麻痺
- 多系統萎縮症 (MSA)
  - シャイ・ドレーガー症候群
  - 線条体黒質変性症
  - オリーブ橋小脳萎縮症 (OPCA)

## 脱髄性疾患
- 多発性硬化症
- Devic病
- 異染性白質ジストロフィー

## 運動ニューロン疾患
- 筋萎縮性側索硬化症 (ALS)
- 脊髄性筋萎縮症 (SMA)
  - Werdnig-Hoffmann病
  - Kugelberg-Welander病
- Kennedy-Alter-Sung症候群

## 末梢神経障害
- ギラン・バレー症候群
- 慢性炎症性脱髄性多発ニューロパチー (CIDP)
- Charcot-Marie-Tooth病
- 周期性四肢麻痺
- 糖尿病性神経障害
- 単神経炎
- 多発神経炎
- むずむず脚症候群
- 帯状疱疹後神経痛

## 感染性疾患
- 髄膜炎
  - 細菌性髄膜炎
  - ウイルス性髄膜炎
  - 真菌性髄膜炎
  - 結核性髄膜炎
  - 癌性髄膜炎
- 髄膜症
- 亜急性硬化性全脳炎 (SSPE)
- 進行性多巣性白質脳症 (PML)
- クロイツフェルト・ヤコブ病（CJD。牛海綿状脳症 (BSE) の類似疾患）
- ゲルストマン・ストロイスラー・シャインカー症候群 (GSS)
- 致死性家族性不眠症 (FFI)
- 日本脳炎
- インフルエンザ脳症
- 単純ヘルペス脳炎
  - 症状
    - 発熱や頭痛から始まる。

  - 検査
    - 脳脊髄液検査
脳脊髄液の、細胞数は上昇し、蛋白は上昇し、糖は不変。
    - 脳波
脳波では、心電図のような各部位で同期した周期性の有る波型が見られる事がある。各部位で同期した周期性の有る波型を周期性同期性放電と言う。

  - 治療
治療は抗ヘルペス薬のアシクロビル等が用いられる。

## 筋疾患
- 筋ジストロフィー
  - 進行性筋ジストロフィー
    - Duchanne型（重症型）進行性筋ジストロフィー
    - Becker型（軽症型）進行性筋ジストロフィー
    - 福山型進行性筋ジストロフィー
    - LG型進行性筋ジストロフィー

  - 筋強直性ジストロフィー
- ミトコンドリア脳筋症
- 多発筋炎・皮膚筋炎

## 神経・筋接合部疾患
- 重症筋無力症 (MG)
- Lambert-Eaton症候群 (LES)
- ひきつけ

## 機能性疾患
- てんかん
  - 全般てんかん
    - 特発性（原発性）全般発作
      - 強直・間代発作（大発作）
      - 欠神発作（小発作）
      - ミオクローヌス発作

    - 続発性全般発作
      - West症候群（点頭てんかん）
      - Lennox-Gastaut症候群

  - 部分てんかん
    - 単純部分発作
      - 焦点発作
      - 自律神経発作

    - 複雑部分発作
      - 精神運動発作（側頭葉てんかん）
- 痙攣
- 頭痛
  - 片頭痛
  - 緊張型頭痛
  - 群発頭痛
- ナルコレプシー
- 慢性疲労症候群